# ایدامپیتیا
ایدامپیتیا (به لاتین: Idampitiya) یک منطقهٔ مسکونی در سری‌لانکا است که در استان مرکزی (سری‌لانکا) واقع شده‌است.